# Francis L. Jobin
Francis L. Jobin est un homme politique canadien, Lieutenant-gouverneur de la province du Manitoba de 1977 à 1981.